# Пінчук Олексій Леонідович
Олексі́й Леоні́дович Пінчу́к (2 червня 1980 — 22 вересня 2014) — солдат Збройних сил України, учасник російсько-української війни.

## Короткий життєпис
Народився 1980 року у місті Дніпропетровськ. Працював далекобійником.
У часі війни — боєць 5-го Окремого батальйону Добровольчого Українського Корпусу «Правий сектор».
Брав участь у боях за Савур-могилу. Загинув у бою в районі аеропорту Донецька під час мінометного обстрілу, проведеного російськими збройними формуваннями з боку села Спартак (Ясинуватський район).
Похований в місті Дніпро.
Залишились дружина та маленька дитина.

## Нагороди
- Нагороджений нагрудним знаком «За оборону Донецького аеропорту» (посмертно);
- Нагороджений відзнакою «Бойовий Хрест Корпусу» (посмертно, 1 липня 2018 року);
- В 2021 році був нагороджений орденом «За мужність» III ступеня (посмертно)[1].
- Його портрет розміщений на меморіалі «Стіна пам'яті полеглих за Україну» у Києві: секція 4, ряд 8, місце 20